# Pelourinho de São Lourenço do Bairro
O Pelourinho de São Lourenço do Bairro localiza-se em frente dos antigos Paços do Concelho, na freguesia de São Lourenço do Bairro, no município de Anadia, distrito de Aveiro, em Portugal.
Encontra-se classificado como Imóvel de Interesse Público desde 1933.

## Características
Encontra-se protegido por gradeamento de ferro este monumento datado de 1993, que procura reproduzir os original, construído no século XVI. É formado por uma coluna com base cilíndrica dupla, fuste liso brasonado e remate em pinham com deocração inferior de pétalas e superior em botão. O conjunto assenta nu pedestal composto por quatro degraus quadrangulares.